# Lijst van presentatoren van TMF Nederland
Hieronder volgt een lijst van presentatoren en presentatrices, vaak VJ's genoemd, die bij TMF Nederland werken of gewerkt hebben.
Legenda
- Jaartallen betreffen alleen presentatiewerk.

## A
|  | Naam            | Periode   | Programma (onder andere) | Opmerkingen |
|  | --------------- | --------- | ------------------------ | ----------- |
|  | Soumia Abalhaya | 2007–2008 |                          |             |

## B
|  | Naam               | Periode   | Programma (onder andere)                                                 | Opmerkingen |
|  | ------------------ | --------- | ------------------------------------------------------------------------ | ----------- |
|  | Kristina Bozilovic | 2001–2002 |                                                                          |             |
|  | Isabelle Brinkman  | 1995–1998 |                                                                          |             |
|  | Willem de Bruin    | 2009–2011 | Het leukste dorp van Nederland, Kijk dit nou!, Wakker Worden op Vakantie |             |
|  | Daphne Bunskoek    | 1998–2002 | D-Day                                                                    |             |

## C
|  | Naam         | Periode   | Programma (onder andere) | Opmerkingen |
|  | ------------ | --------- | ------------------------ | ----------- |
|  | Amir Charles | 2008–2011 |                          |             |

## D
|  | Naam              | Periode   | Programma (onder andere) | Opmerkingen |
|  | ----------------- | --------- | ------------------------ | ----------- |
|  | Wessel van Diepen | 1995–1998 |                          |             |

## H
|  | Naam                   | Periode   | Programma (onder andere)                                   | Opmerkingen |
|  | ---------------------- | --------- | ---------------------------------------------------------- | ----------- |
|  | Veronica van Hoogdalem | 2008–2011 | Kijk dit nou!                                              |             |
|  | Damien Hope            | 2007–2008 | De Dagrand, Re:Action, TMF Pure, Wakker Worden op Vakantie |             |

## K
|  | Naam               | Periode   | Programma (onder andere) | Opmerkingen |
|  | ------------------ | --------- | --- | ----------- |
|  | Seth Kamphuijs     | 2001–2002 | |             |
|  | Saar Koningsberger | 2007–2010 | De Dagrand, Het leukste dorp van Nederland, Kijk dit nou!, Re:Action, TMF Dance, Wakker Worden op Vakantie, Wat te doen voor je Poen |             |

## M
|  | Naam             | Periode   | Programma (onder andere) | Opmerkingen |
|  | ---------------- | --------- | ------------------------ | ----------- |
|  | Bridget Maasland | 1995–2000 | Clip Classics            |             |
|  | Sylvie Meis      | 2003–2004 | Babetrap                 |             |
|  | Tess Milne       | 2010–2011 | Kijk dit nou!            |             |
|  | Johnny de Mol    | 2001–2002 |                          |             |
|  | Murth Mossel     | 1999–2000 | The Pitch                |             |

## N
|  | Naam                | Periode             | Programma (onder andere)                                         | Opmerkingen |
|  | ------------------- | ------------------- | ---------------------------------------------------------------- | ----------- |
|  | Theo Nabuurs        | 1999–2002 2003–2005 |                                                                  |             |
|  | Jeroen Nieuwenhuize | 1998–2002 2003–2007 | Nederlandse Top 40, TMF Gamezone presents: Cybernet (voice-over) |             |

## P
|  | Naam              | Periode   | Programma (onder andere)  | Opmerkingen |
|  | ----------------- | --------- | ------------------------- | ----------- |
|  | Michael Pilarczyk | 1995–1998 |                           |             |
|  | Nikkie Plessen    | 2006–2008 | Kamerdansen.nl, Re:Action |             |
|  | Jeroen Post       | 1998–2005 | Play                      |             |

## R
|  | Naam         | Periode   | Programma (onder andere)                                                        | Opmerkingen |
|  | ------------ | --------- | ------------------------------------------------------------------------------- | ----------- |
|  | Tooske Ragas | 1998–2002 | Clipparade Top 30, TMF Gamezone presents: Cybernet (voice-over), Totally Tooske |             |

## S
|  | Naam           | Periode   | Programma (onder andere) | Opmerkingen |
|  | -------------- | --------- | ------------------------ | ----------- |
|  | Sonja Silva    | 1999–2001 | SonjaSilva.com           |             |
|  | Sylvana Simons | 1995–1999 |                          |             |

## V
|  | Naam              | Periode   | Programma (onder andere)                                                                            | Opmerkingen              |
|  | ----------------- | --------- | --------------------------------------------------------------------------------------------------- | ------------------------ |
|  | Renate Verbaan    | 2004–2006 | Play                                                                                                |                          |
|  | Sita Vermeulen    | 2002–2003 | | alleen als Virtuele Sita |
|  | Renée Vervoorn    | 2000–2003 | Play                                                                                                |                          |
|  | Sascha Visser     | 2008–2010 | Kijk dit nou!, Op de bank met Sascha, Re:Action, Wakker Worden met Sascha, Wat te doen voor je Poen |                          |
|  | Fabienne de Vries | 1995–1999 | Clipparade Top 30, Toute Fabienne                                                                   |                          |

## W
|  | Naam                    | Periode   | Programma (onder andere)            | Opmerkingen |
|  | ----------------------- | --------- | ----------------------------------- | ----------- |
|  | Ruud de Wild            | 1995–1998 | Wet & Wild                          |             |
|  | Miljuschka Witzenhausen | 2005–2007 | Dag Top 5, TMF F.R.S.H., TMF Op Weg |             |

## Z
|  | Naam          | Periode   | Programma (onder andere)                                   | Opmerkingen |
|  | ------------- | --------- | ---------------------------------------------------------- | ----------- |
|  | Valerio Zeno  | 2006–2008 | De Dagrand, Valerio duikt onder, Wakker worden met Valerio |             |
|  | Erik de Zwart | 1995–2002 | Nederlandse Top 40                                         |             |